# قطعنامه ۶۲۲ شورای امنیت
قطعنامه ۶۲۲ شورای امنیت سازمان ملل متحد که در تاریخ ۳۱ اکتبر ۱۹۸۸ تصویب شد، سندی بین‌المللی دربارهٔ افغانستان-پاکستان است. این قطعنامه طی نشست ۲۸۲۸ام با ۱۵ رای موافق، ۰ مخالف و ۰ ممتنع تصویب شد.